# Физичка култура (часопис)
Физичка култура је научни и стручни часопис Факултета спорта и физичког васпитања Универзитета у Београду.

## О часопису
У часопису се објављују радови из области спорта и физичког васпитања, као и из сродних биомедицинских, хуманистичких, друштвених и природних наука. Часопис објављује оригиналне научне радове, прегледне радове, стручне радове, кратка саопштења, полемике, осврте, приказе књига, писма итд.
Часопис је двојезичан, сваки број садржи радове на српском и на енглеском језику.
Часопис је у отвореном приступу.

### Историјат
Физичка култура почиње да излази 1947. године, с тим што прве две године излази под насловом Фискултура. Иако у току излажења мења наслов и поднаслове, као и издаваче, ова публикација је од свог почетка до данас везана за Факултет спорта и физичког васпитања Универзитета у Београду (некадашњи Државни институт за фискултуру - ДИФ).
„Иако је његово прво име било Фискултура (1947-1949), и на импресуму првог броја стајало да је издавач Комитет Владе ФНРЈ, и једно време Друштво педагога физичке културе и Републичка заједница физичке културе, највећим делом су часопис Физичка култура уређивали наставници са ДИФ и он је стално био под кровом Факултета.“

#### Промене наслова и поднаслова
- 1947-1949 Фискултура: часопис за теорију и праксу физичке културе
- 1950 Физичка култура: часопис за теорију и праксу Комитета за фискултуру Владе ФНРЈ
- 1950-1951 Физичка култура: часопис за теорију и праксу – Државни институт за фискултуру
- 1952-1956 Физичка култура: часопис за теорију и праксу – Институт за физичку културу
- 1956-1959 Физичка култура: часопис за теорију и праксу – Висока школа за физичко васпитање
- 1960-1966 Физичка култура: часопис Савеза друштава наставника физичког васпитања Југославије
- 1967-1973 Физичка култура: часопис Савеза друштава педагога физичког васпитања Југославије
- 1974 Физичка култура: часопис Заједнице за физичку културу СР Србије
- 1974-2009 Физичка култура
- 2010- Физичка култура: научни часопис из области спорта и физичког васпитања

#### Издавачи
- 1947-1949 Комитет за фискултуру Владе ФНРЈ
- 1950-1951 Издавачко предузеће Фискултурног савеза Југославије „Фискултура и спорт“
- 1951 „Спортска књига“
- 1952-1955 Институт за физичку културу
- 1956-1959 Висока школа за физичко васпитање
- 1960-1966 Савез друштава наставника физичког васпитања Југославије
- 1967-1973 Савез друштава педагога физичког васпитања Југославије
- 1974-1989 Републичка заједница физичке културе
- 1990-1999 Факултет физичке културе Универзитета у Београду
- 2000- Факултет спорта и физичког васпитања Универзитета у Београду

### Периодичност излажења
Часопис излази два пута годишње.

## Уредници
- 1947-1953 Бранко Полич
- 1954-1956 Боривоје Јовановић
- 1956-1973 Милош Нишавић
- 1974-1989 Миладин Илић
- 1990-2004 Божо Бокан
- 2005-2009 Ирина Јухас
- 2010- Саша Јаковљевић

## Теме
- Спорт
- Физичко васпитање
- Рекреација

## Електронски облик часописа
Часопис је доступан у електронском облику у режиму отвореног приступа.

## Индексирање у базама података
- Српски цитатни индекс
- Index Copernicus
- Directory of Open Аccess Јоurnals - DOAJ
- EBSCO Sportdiscus